# Lodi (Ohio)
Lodi è un villaggio degli Stati Uniti d'America situato nella contea di Medina, in Ohio. Fondato nel 1811, Lodi è il più antico insediamento di tutta la contea. Originariamente venne chiamato Harrisville, in onore del giudice Joseph Harris. Il nome attuale deriva dall'omonima città situata in Italia, dove Napoleone vinse la battaglia di Lodi nel 1796. Il villaggio venne ufficialmente incorporato nel 1891.